# Detroit Pistons
I Detroit Pistons sono una delle trenta squadre di pallacanestro che militano nel massimo campionato professionistico statunitense, la National Basketball Association, e hanno sede a Detroit, nello stato del Michigan. Nata come Fort Wayne Pistons negli anni quaranta, la franchigia è stata poi spostata a Detroit a partire dal 1957, dove risiede tutt'oggi. 
Colori sociali sono il blu e il rosso, mentre come logo si ha la scritta Detroit Pistons all'interno di un cerchio rappresentante un pallone da basket. Negli anni novanta il logo aveva subito un rebranding, raffigurante la scritta Pistons in stile cromato come gli scarichi del motore, più un cavallo infuocato sopra la scritta stessa. Anche i colori sociali in quel periodo vennero cambiati sui toni del verde acqua. Talvolta la divisa verde e il logo degli anni novanta vengono ancora oggi utilizzati nella terza divisa.
Il nome Pistons nacque perché il primo proprietario della franchigia aveva un'azienda produttrice proprio di pistoni per la General Motors. Nome poi mantenuto anche nel trasferimento da Fort Wayne a Detroit, sede tra l'altro proprio della General Motors.
I Pistons giocano nella Eastern Conference sin dalla fondazione e sono tra le squadre più antiche di tutta l'Nba, nati nello stesso periodo di altre grandi franchigie storiche come i New York Knicks e i Boston Celtics. Nella loro storia, dall'ingresso in Nba nel 1949 ad oggi, i Pistons hanno disputato per 41 stagioni i playoff, vincendo il titolo Nba in tre occasioni: nel 1989 e 1990, l'epoca dei 'Bad Boys', e infine l'ultimo nel 2004.
Dal 2017 l'arena di gioco è la moderna Little Caesars Arena, costruita nel centro città e tra le più capienti di tutta la lega.

## Storia della franchigia

### 1941-1957: Nascita dei Fort Wayne Pistons. Le prime Nba Finals.
La franchigia viene fondata nel 1941 a Fort Wayne, nello Stato dell'Indiana, da Fred Zollner, proprietario di una compagnia che produce pistoni per la General Motors. Sono anni in cui il basket professionistico negli Stati Uniti è ancora in forte espansione, composto sino a quel momento da poche squadre che possono vantare una struttura con proprietà, staff e una solida base finanziaria alle spalle. I Pistons giocano nei primi anni di vita le proprie partite casalinghe all'interno della palestra del 'North Side Liceo' a Fort Wayne, Indiana.
Prima della nascita ufficiale della NBA la franchigia milita dunque in un torneo antenato dell'attuale lega professionistica, nella National Basketball League, nella quale si laurea due volte consecutivamente campione, nel 1944 e nel 1945, sconfiggendo in entrambi i casi la franchigia degli Sheboygan. I Fort Wayne Pistons in questi anni talvolta nel nome ufficiale di gara appaiono anche come Fort Wayne 'Zollner' Pistons, indicando appunto il cognome del proprietario. A partire dal 1949, con il trasferimento della squadra nella giovane ma promettente lega Nba, il nome della franchigia diventa in modo stabile Fort Wayne Pistons. Questo almeno sino al trasferimento a Detroit nel 1957.
L'impatto dei Pistons nella lega è subito molto forte, con buoni risultati ai playoff nelle prime quattro stagioni di fila, culminate con il raggiungimento delle prime finali NBA nel 1955 e nel 1956. La franchigia diventa subito una delle squadre di riferimento negli Stati Uniti e anche il calore del pubblico di Fort Wayne non viene mai a mancare. Giocatore simbolo dei Pistons di metà anni cinquanta è la forte ala George Yardley. Le prime due finali disputate non vengono però vinte dai Pistons, sconfitti rispettivamente dai Syracuse Nationals, oggi Philadelphia 76ers, e l'anno seguente dai Philadelphia Warriors, oggi Golden State Warriors. La stagione successiva alle due finali i Pistons non riescono a ripetere l'exploit del 1955 e del 1956, ma nel frattempo il proprietario Fred Zollner inizia a pensare ancora più in grande per il futuro della franchigia.

### 1957-1981: Il trasferimento a Detroit e venticinque anni difficili.

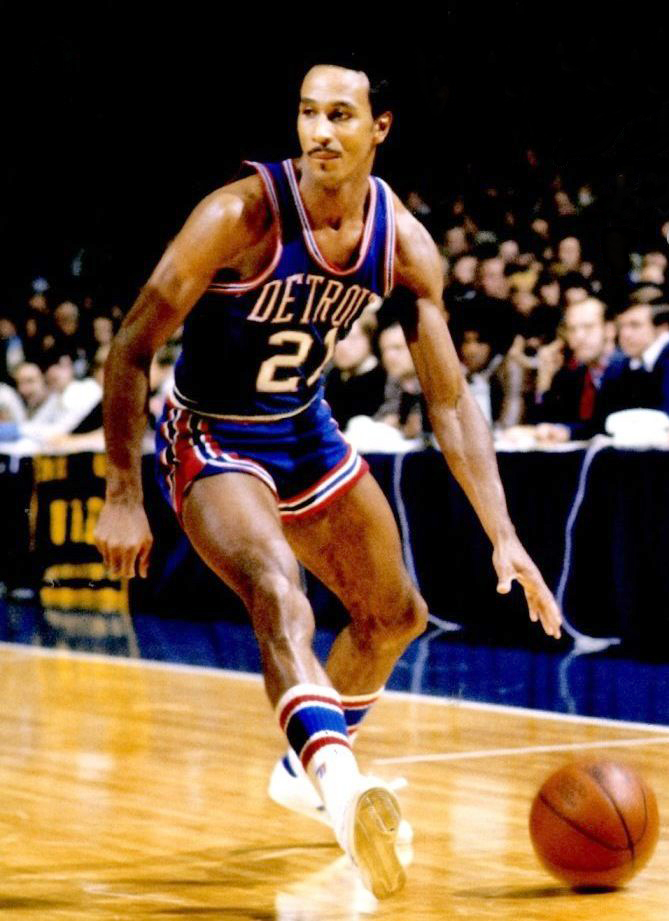
Dave Bing.

Nonostante a Fort Wayne i Pistons possano godere di un solido apporto dei tifosi locali, che mai è venuto a mancare, nel 1957 Zollner decide di seguire la tendenza delle altre franchigie e spostare la squadra in una città dal bacino di utenza più ampio, potenzialmente con ricavi migliori, che possa essere adeguato a poter mantenere una squadra NBA. La scelta cade rapidamente su Detroit; una metropoli, dove ha tra l'altro sede la General Motors con cui Zollner è in affari, sprovvista però di una squadra professionistica dopo che i Detroit Gems sono scomparsi dopo una sola stagione di esistenza nel 1946-47. La Nba accetta il trasferimento a Detroit dei Pistons che dal 1957 diventano dunque i Detroit Pistons. Prima arena di gioco nella nuova città e l'Olympia Stadium dove giocano fino al 1961, prima di un ulteriore spostamento alla vicina Cobo Arena.
Contrariamente alle previsioni iniziali, l'arrivo a Detroit non permette un miglioramento immediato dei risultati, quantomeno in ottica di vincere il primo titolo dopo i due sfiorati pochi anni prima. Nelle sei partecipazioni ai playoff dalla stagione 1957-58 alla stagione 1962-63 i Pistons non riescono mai a raggiungere le finali. Se lato sportivo la situazione non decolla, anche l'aspetto degli incassi non restituisce al momento grandi notizie. Anche il pubblico di Detroit, infatti, si dimostra abbastanza freddo verso la propria squadra, con incassi al botteghino minori rispetto a quanto immaginato da Zollner.
Questa sensazione di incompletezza, accompagnata dall'idea che i Pistons siano una buona squadra a cui però manca sempre un dettaglio per renderla vincente, accompagna la franchigia per tutta la seconda metà degli anni sessanta e gli anni settanta. Dalla stagione 1963-64 alla stagione 1972-73 i Pistons raggiungono i playoff solo in una circostanza, eliminati al primo turno dai Boston Celtics nella stagione 1967-68. Dieci anni in cui i Pistons si caratterizzano per essere una compagine dalle spiccate individualità ma con un gioco di squadra pressoché inesistente. Un parere condiviso sia dall'opinione pubblica che dalla stampa sportiva. Nonostante gli scarsi risultati sul parquet, sono tante le superstar che in quegli anni giocano per i Pistons: primo tra tutti Dave DeBusschere, diventato il più giovane giocatore-allenatore nella storia del NBA, passando poi per altri nomi importanti transitati da Detroit come Dave Bing, futuro Hall of famer di franchigia, Jimmy Walker e Bob Lanier.
Nel 1974 lo storico proprietario Zollner, ormai vecchio e stanco nel vedere scarsi risultati in campo e al botteghino nonostante gli investimenti, decide di passare la mano e mettere in vendita la franchigia. Dopo una rapida trattativa la squadra viene acquistata dall'imprenditore Bill Davidson che, alcuni anno dopo, nel 1978, decide di cambiare nuovamente arena di gioco ai Pistons. Dal 1978 la franchigia si sposta dal centro di Detroit al sobborgo di Pontiac nel gigantesco Silverdome, una struttura molto capiente pensata e costruita per ospitare le partite di football americano. Davidson rimarrà proprietario della franchigia per ben 35 anni, fino alla sua morte avvenuta nel 2009.
Nonostante il cambio di proprietà e un rinnovato entusiasmo, anche la decade tra la stagione 1973-74 e la stagione 1982-83 non registra particolari sussulti per i Pistons, che raggiungono i playoff per quattro volte, uscendo come miglior risultato nelle semifinali prima contro i Chicago Bulls e successivamente contro i Golden State Warriors. La franchigia non riesce ad accedere alla post season per ben sei stagioni consecutive tra il 1977 e il 1983. La squadra di quel periodo, nonostante gli scarsi risultati, vanta ancora nel roster la presenza di Bob Lanier, anch'esso come Dave Bing futuro Hall of famer di franchigia. Altri giocatori di rilievo che vestono la canotta Pistons negli anni settanta sono Terry Driscoll, Chris Ford, Kevin Porter e Bob McAdoo.

### 1981-1994: L'epoca d'oro dei 'Bad Boys' e i primi due titoli Nba.
Le fortune della squadra cominciano a cambiare nel 1981 quando al draft viene selezionata la guardia Isiah Thomas che, insieme al centro Bill Laimbeer compone il primo nucleo della squadra che negli anni futuri lotterà per i vertici. La via per il successo, tuttavia, non ha un inizio facile: nel playoff 1984 infatti i Pistons di coach Chuck Daly vengono sconfitti dagli sfavoriti New York Knicks al primo turno, mentre la stagione seguente escono in semifinale contro i Boston Celtics. Nel draft 1985 selezionano la guardia Joe Dumars e acquisiscono Rick Mahorn dai Washington Bullets, andando ad aggiungere altri due tasselli al quintetto base che passerà alla storia pochi anni dopo.

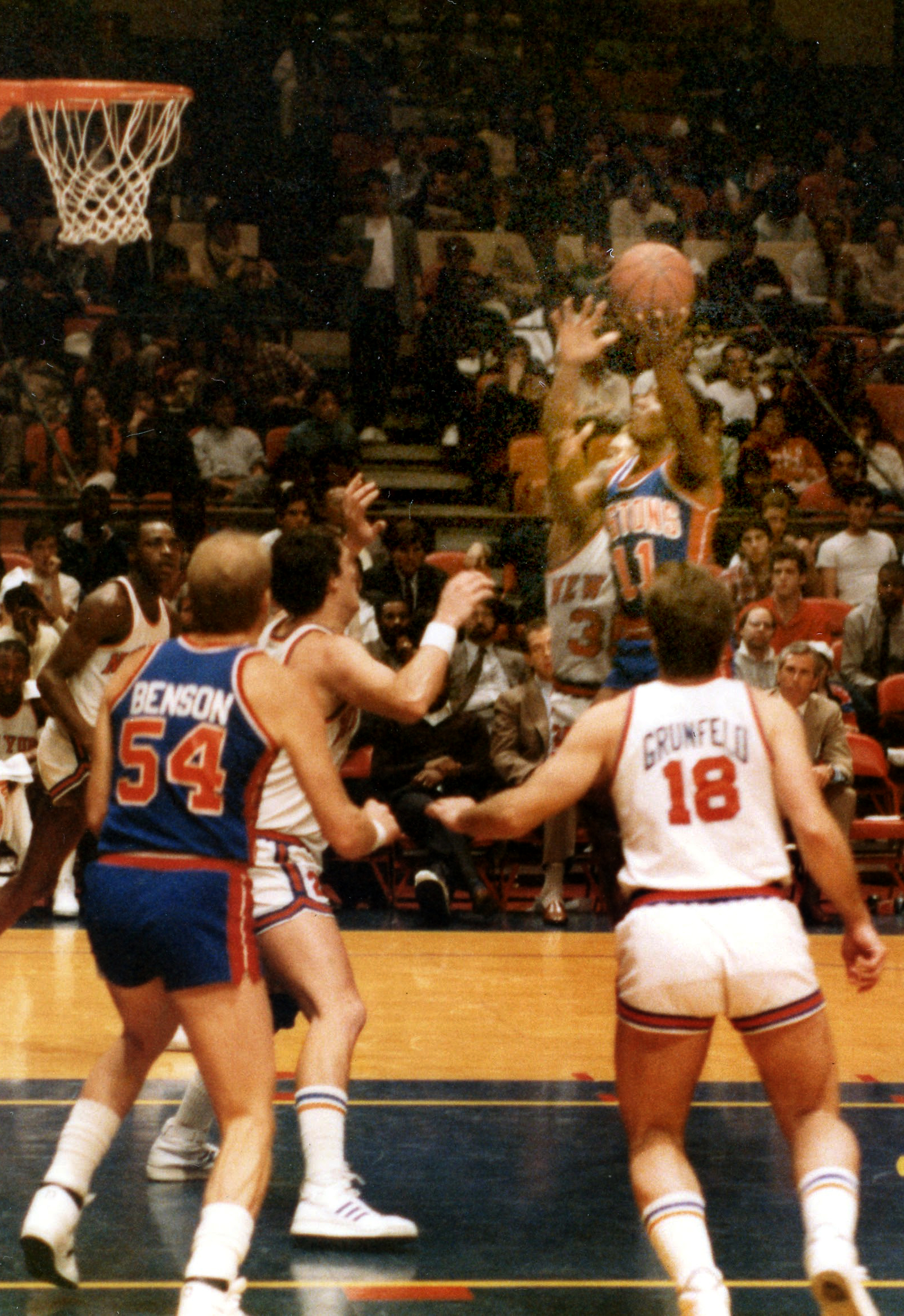
Isiah Thomas a canestro durante una sfida contro i Knicks, 1985

La squadra fa un passo indietro venendo eliminata al primo turno dai più atletici Atlanta Hawks e, per la stagione 1986-1987, aggiunge l'ultimo tassello del quintetto titolare con l'arrivo dell'ala Dennis Rodman, che passerà alla storia come uno dei più grandi difensori della lega, soprattutto a rimbalzo. In più, per aumentare le rotazioni dalla panchina, arrivano anche John Salley e Adrian Dantley. La squadra adotta da quel momento uno stile di gioco più fisico e difensivo, spesso al limite, che procura ai Pistons il soprannome di 'Bad Boys', ragazzi cattivi.
Nel 1987 i Pistons raggiungono le finali di Eastern Conference, miglior risultato dai tempi di Fort Wayne, contro i Celtics. I Pistons portano la serie fino a gara 7 ma alla fine sono i Celtics a prevalere. Motivati dalla sconfitta raggiungono la stagione seguente un allora record per la franchigia di 54 vittorie in regular season e avanzando alle Finali 1988 per la prima volta dal loro arrivo a Detroit, contrapposti ai più quotati Los Angeles Lakers di Magic Johnson e Kareem Abdul-Jabbar. La serie si conclude a gara 7 in favore dei californiani, con i Pistons in grado di portarsi in vantaggio 3-2 dopo gara 5 e perdere dunque ben due match point per il titolo Nba.
Nel frattempo dal 1988 la squadra cambia nuovamente arena di gioco, trasferendosi nel lussuoso Palace of Auburn Hills, dove rimane sino al 2017. Per la stagione 1988-89 i Pistons perfezionano il roster cedendo Adrian Dantley in cambio di Mark Aguirre. La squadra vince 63 partite, frantumando il precedente record della franchigia, avanzando come un rullo compressore ai Playoffs battendo i rivali dei Celtics al primo turno, Milwaukee in semifinale e distruggendo i Chicago Bulls di Michael Jordan e Scottie Pippen in finale di Conference. Al termine del percorso i Pistons si trovano nuovamente di fronte ai Los Angeles Lakers per una serie di finali NBA dal forte sapore di vendetta. Questa volta sono proprio i Pistons a trionfare distruggendo letteralmente i rivali dei Lakers con un netto 4-0 e vincendo il loro primo titolo NBA. Dumars viene nominato MVP delle Finali.
I Pistons difendono con successo il titolo nella stagione 1989-90. Dopo aver vinto 59 partite avanzano nei Playoffs arrivando per la quarta volta consecutiva alle finali di Eastern Conference, eliminando in ordine Indiana Pacers, New York Knicks e di nuovo i Chicago Bulls di Michael Jordan. Arrivati per la terza volta consecutiva alle Finali, i Pistons demoliscono i Portland Trail Blazers con un complessivo 4-1 che vale il secondo titolo Nba. 
La corsa al titolo dei Pistons nella stagione 1990-91 si conclude alle finali di Eastern Conference, distrutti per 4-0 dai Chicago Bulls, futuri campioni NBA. Le finali di Conference sono ricordate soprattutto perché nell'ultima partita i Pistons escono dal campo poco prima della fine senza stringere la mano ai Bulls. La sensazione è che il ciclo sita ormai volgendo al termine, con la riprova che arriva la stagione seguente, 1991-92, in cui i Pistons vengono eliminati già al primo turno per mano dei New York Knicks. Nel 1992 finisce anche l'epoca in panchina di Chuck Daly, cui segue poco dopo il ritiro di Bill Laimbeer nel 1993 seguito un anno dopo dalla bandiera Isaiah Thomas. Sempre nel 1993 avviene anche la partenza di Dennis Rodman destinazione San Antonio e i Pistons chiudono la stagione 1993-94 con un brutto bilancio di 20-62, che decreta definitivamente la fine dell'era dei 'Bad Boys'.

### 1994-2001: Periodo di transizione ed esperimenti di marketing.
Nella seconda metà degli anni novanta i Pistons, appena usciti dall'epoca d'oro dei 'Bad Boys', faticano a ritrovare una vera identità. Nei sette anni dalla stagione 1994-95 alla stagione 2000-01 ottengono quattro qualificazioni ai playoff senza però mai superare il primo turno, venendo anzi eliminati sempre in modo abbastanza netto con parziali di 4-0 o a 4-1. A livello dirigenziale la ex stella Joe Dumars diventa nel frattempo presidente, con la proprietà sempre in mano a Bill Davidson. In questi anni paradossalmente le principali novità non riguardano ciò che accade sul parquet di gioco, bensì quanto viene realizzato a livello di marketing. I colori sociali passano dallo storico rosso-blu a un aggressivo verde acqua; così come il logo viene modernizzato utilizzando un font cromato per identificare il nome Pistons, su cui viene aggiunto un cavallo con le narici fumanti a simulare l'accensione di un motore.
Unica vera stella della squadra nella seconda metà degli anni novanta è l'ala Grant Hill, a cui si aggiungono buoni giocatori come Mark West, Otis Thorpe, Christian Laettner e Jerry Stackhouse. Tra le mosse di mercato da segnalare, Dumars riesce a ottenere dai Magic Ben Wallace in cambio di Grant Hill e proprio Wallace diventerà uno dei giocatori artefici del terzo titolo alcuni anni dopo. La stagione 2000-01 è ancora difficile per i Pistons e a fine stagione Dumars licenzia l'allenatore George Irvine assumendo al suo posto Rick Carlisle, un assistente allenatore molto rispettato che aveva già vinto il titolo NBA da giocatore con i Boston Celtics. L'acquisizione di Ben Wallace e l'arrivo di Carlisle in panchina sono le prime due mosse con cui i Pistons iniziano nuovamente ad affacciarsi al basket che conta, con risultati molto positivi che culmineranno nel terzo titolo entro qualche anno.

### 2001-2009: La seconda epoca d'oro con i 'Fab 4' e il terzo titolo.
Dal 2001 la franchigia, anche a seguito di numerosi appelli dei tifosi, decide di fare un passo indietro tornando dopo pochi anni di esperimenti ai tradizionali colori sociali rosso-blu e ripristinando lo storico logo. Guidati da Carlisle i Pistons chiudono la loro prima stagione con più di 50 vittorie dal 1997 e vincono la loro prima serie ai play-off dal 1991. Dumars arricchisce la rosa della squadra con quelli che saranno poi i titolari del quintetto del terzo titolo, ingaggiando il playmaker Chauncey Billups e acquisendo Rip Hamilton dai Washington Wizards e selezionando al draft Tayshaun Prince, che si vanno ad aggiungere al già presente lungo Ben Wallace. I Pistons chiudono un'altra stagione da 50 vittorie e avanzano fino alle finali di Eastern Conference dove però vengono nettamente sconfitti dai New Jersey Nets. Nonostante i miglioramenti della squadra Carlisle viene licenziato e Dumars individua, per il tipo di squadra creata, il coach Larry Brown come il profilo migliore per permettere un ulteriore step in avanti. Brown accetta l'incarico a partire dalla stagione 2003-04 estate mentre Carlisle viene ingaggiato dagli Indiana Pacers.
La trasformazione dei Pistons in una squadra da titolo viene completata con l'ingaggio di Rasheed Wallace che va a formare i 'Fab 4' con Billups, Prince ed Hamilton, a cui aggiungere l'omonimo Ben Wallace, garantendo a Brown un giocatore di alto livello in tutti i ruoli. Ai play-off 2004 eliminano i Milwaukee Bucks,  i New Jersey Nets e a fatica gli Indiana Pacers di Carlisle, arrivando alle finali NBA per la prima volta dal 1990. I Pistons demoliscono i favoritissimi Los Angeles Lakers di Kobe Bryant e Shaquille O'Neal per 4-1 in una serie che resta ancora celebre come uno delle più grandi sorprese della storia NBA. Billups viene eletto MVP delle finali.
L'anno successivo i Pistons sono ancora considerati una delle squadre favorite per il titolo NBA e ai play-off 2005 sconfiggono prima i Philadelphia 76ers poi gli Indiana Pacers e infine alle finali di Eastern Conference i Miami Heat, raggiungendo per il secondo anno di fila le finali NBA. Questa volta la finale non è favorevole alla compagine di Detroit, che cade sotto i canestri dei San Antonio Spurs del trio Tony Parker, Manu Ginobili e Tim Duncan. A fine stagione coach Brown lascia per alcuni problemi di salute, scatenando voci che lo volevano in trattativa con altre squadre. Preoccupati per il suo stato di salute e irritati per la ricerca di altri posti di lavoro durante la stagione, i Pistons rescindono il contratto di Brown subito dopo le finali NBA 2005. Brown è subito nominato allenatore dei New York Knicks mentre i Pistons al suo posto assumono Flip Saunders, già allenatore dei Minnesota Timberwolves.
Nelle tre stagioni seguenti 2005-06, 2006-07 e 2007-08, i Pistons rimangono tra i favoriti ad Est per la vittoria del titolo. La squadra si conferma di alto livello raggiungendo per tre stagioni consecutive sempre le finali ad Est, sfiorando ogni volta l'accesso all'ennesima finale Nba. I Pistons escono rispettivamente per mano di Miami Heat, Cleveland Cavaliers e Boston Celtics. In questi anni la prima stella ad andarsene è nel 2006 Ben Wallace con destinazione Chicago Bulls, rimpiazzato da Nazr Mohammed e Chris Webber. 
Da segnalare che la stagione 2007-08 registra il 50º anniversario dell'arrivo della franchigia a Detroit. Con l'uscita per mano dei Boston Celtics nel 2008, i Pistons ottengono comunque l'impressionante dato della sesta finale consecutiva nella Eastern Conference e settima partecipazione consecutiva ai playoff. Nel 2008-09, segnato dall'arrivo in panchina di Michael Curry e dalla partenza di Billups ai Denver Nuggets in cambio di un Allen Iverson però ormai in fase calante, i Pistons ottengono anche l'ottava partecipazione consecutiva ai playoff, venendo eliminati in questo caso al primo turno in modo netto dai Cleveland Cavaliers di un giovane Lebron James. L'uscita al primo turno rappresenta anche l'ultimo scampolo di vita del secondo ciclo d'oro dei Pistons, che dal 2009 partono con una nuova fase di ringiovanimento della rosa e ricostruzione.

### 2009-2024: Lunga ricostruzione tra alti e bassi.
Per i Pistons inizia dal 2009 un lungo e progressivo periodo di instabilità di risultati, accompagnato da stagioni quasi mai all'altezza della situazione e con numerosi cambiamenti in panchina e nel roster, che mai porteranno ai risultati sperati, se non alcuni piccoli exploit in un paio di stagioni. Nel periodo tra il 2009 e il 2024, in ben quindici anni, la franchigia di Detroit riesce a raggiungere i playoff solo in un paio di occasioni, nel 2015-16 e nel 2018-19, uscendo al primo turno rispettivamente contro Cleveland Cavaliers e Milwaukee Bucks, sempre con un perentorio 4-0 secco. Nel 2010 i Pistons chiudono la prima stagione con più di 50 sconfitte dal 2001. Tra i giocatori di livello di questo periodo veste la canotta Pistons anche il veterano 7 volte All-Star Tracy McGrady. 

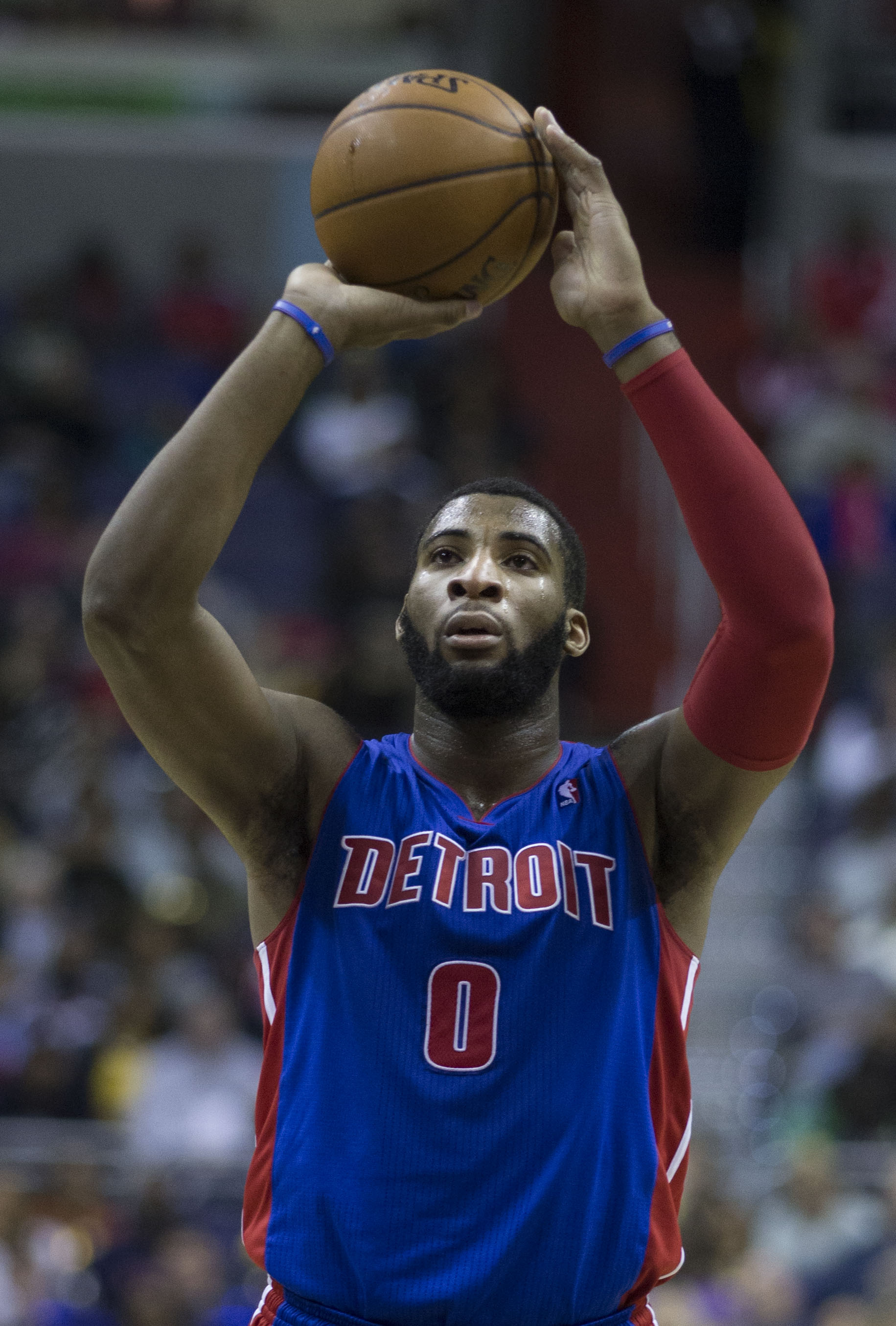
Andre Drummond

Nel 2011 viene raggiunto l'accordo della cessione dei Pistons al miliardario Tom Gores. Per il 2011-2012 la squadra assume come allenatore Lawrence Frank e taglia un altro dei protagonisti della vittoria del titolo NBA nel 2004: Richard Hamilton. La squadra sceglie poi il lungo Andre Drummond al draft 2012 per aggiungere più talento ed è ormai chiaro l'intento di basarsi su giovani giocatori. A inizio 2013 viene infatti ceduto anche Tayshaun Prince, l'ultimo dei protagonisti dell'ultimo titolo. In vista della stagione successiva viene ingaggiato come nuovo allenatore Maurice Cheeks e viene poi firmato Luigi Datome, primo giocatore italiano per la franchigia. 
I Pistons guidati in panchina da coach Stan Van Gundy, tornano dopo diversi anni ad affacciarsi ai playoff nella stagione 2015-16, uscendo per mano dei Cleveland Cavaliers al primo turno, che quella stagione vinceranno il loro primo e al momento unico titolo, con un Lebron James in grande spolvero tornato in Ohio da un paio di anni dopo i successi con i Miami Heat. In quel 2016 sono i Pistons, oltre che di Andre Drummond, anche di Spencer Dinwiddie, Tobias Harris ed Anthony Tolliver. Dopo un'altra stagione anonima, nel 2017 la franchigia cambia nuovamente arena di gioco, andando nella nuova e tecnologica Little Caesars Arena, una delle più capienti dell'intera lega.
Nel 2018-19, questa volta guidati da coach Dwane Casey, i Pistons raggiungono nuovamente i playoff, per quella che al momento è la loro ultima partecipazione in post season. Nonostante un buon roster, composto dal solito Andre Drummond, più Josè Calderon, Reggie Jackson e Blake Griffin, il cammino si ferma nuovamente al primo turno con una sonora sconfitta 4-0 per mano dei Boston Celtics.
Nelle stagioni seguenti, in cui a Casey succede in panchina Monty Williams, avviene l'ennesima rivoluzione partendo da zero, con gli addi tra gli altri di giocatori chiave come Drummond e Griffin, sostituiti da nuovi giovani che non riescono a risollevare le sorti della squadra, con stagioni con percentuali bassissime di vittorie in regular season. Dei giocatori del nuovo corso, i Pistons fanno affidamento sugli emergenti Cade Cunningham, Jalen Duren e l'italiano Simone Fontecchio.

## Arene di gioco
A Fort Wayne (Indiana):
- North Side High School Gym (1948–1952)
- Allen County War Memorial Coliseum (1952–1957)

A Detroit:
- Olympia Stadium (1957–1961)
- Cobo Arena (1961–1978)
- Pontiac Silverdome (1978–1988)
- The Palace of Auburn Hills (1988–2017)
- Little Caesars Arena (2017-)

## Squadra attuale
| \| Pos. \| Num. \| Naz. \| Nome \| Altezza \| Peso \| Data nascita \| Provenienza \| \| ----- \| ---- \| ---- \| ----------------- \| ------- \| ------ \| ------------ \| ----------------- \| \| C \| 0 \| \| Duren, Jalen \| 211 cm \| 113 kg \| 18-11-2003 \| Memphis \| \| AP \| 00 \| \| Holland, Ron \| 203 cm \| 93 kg \| 07-07-2005 \| Duncanville (HS) \| \| G \| 2 \| \| Cunningham, Cade \| 203 cm \| 100 kg \| 25-09-2001 \| Oklahoma State \| \| G \| 5 \| \| Beasley, Malik \| 193 cm \| 85 kg \| 26-11-1996 \| Florida State \| \| AG \| 7 \| \| Reed, Paul \| 206 cm \| 95 kg \| 26-06-1999 \| DePaul \| \| G \| 8 \| \| Hardaway Jr., Tim \| 198 cm \| 93 kg \| 16-03-1992 \| Michigan \| \| G/AP \| 9 \| \| Thompson, Ausar \| 201 cm \| 93 kg \| 30-01-2003 \| Overtime Elite \| \| AG \| 12 \| \| Harris, Tobias \| 203 cm \| 103 kg \| 15-07-1992 \| Tennessee \| \| AP \| 13 \| \| Harper, Ron \| 193 cm \| 111 kg \| 12-04-2000 \| Rutgers \| \| G \| 23 \| \| Ivey, Jaden \| 193 cm \| 86 kg \| 13-02-2002 \| Purdue \| \| P/G \| 24 \| \| Jenkins, Daniss \| 193 cm \| 82 kg \| 17-08-2001 \| St.John's \| \| P/G \| 25 \| \| Sasser, Marcus \| 188 cm \| 88 kg \| 21-09-2000 \| Red Oak \| \| C \| 28 \| \| Stewart, Isaiah \| 203 cm \| 113 kg \| 22-05-2001 \| Washington \| \| AP/AG \| 34 \| \| Klintman, Bobi \| 206 cm \| 96 kg \| 06-03-2003 \| Wake Forest \| \| AG/C \| 35 \| \| Smith, Tolu \| 211 cm \| 111 kg \| 26-07-2001 \| Mississippi State \| \| G \| 43 \| \| Waters, Lindy \| 198 cm \| 98 kg \| 28-07-1997 \| Oklahoma State \| \| G \| \| \| Lanier, Chaz \| 193 cm \| 93 kg \| 19-12-2001 \| Tennessee \| \| G/AP \| \| \| Robinson, Duncan \| 201 cm \| 98 kg \| 22-04-1994 \| Michigan \| | Allenatore - J.B. Bickerstaff Assistente/i - Jerome Allen - Kevin Burleson - Jarrett Jack - Luke Walton - Steve Scalzi - Sidney Lowe - Vitaly Potapenko - Fred Vinson - Josh Estes Legenda - (C) Capitano - (FA) Free agent - (S) Sospeso - (TW) Contratto Two-way - (GL) Assegnato a squadra G League affiliata - (SD) Scelto al Draft - Infortunato Roster • Transazioni · Ultima transazione: 27 giugno 2025 |                        |                   |         |        |              |                   |
| Pos. | Num. | Naz.                   | Nome              | Altezza | Peso   | Data nascita | Provenienza       |
| C | 0 | Stati Uniti (bandiera) | Duren, Jalen      | 211 cm  | 113 kg | 18-11-2003   | Memphis           |
| AP | 00 | Stati Uniti (bandiera) | Holland, Ron      | 203 cm  | 93 kg  | 07-07-2005   | Duncanville (HS)  |
| G | 2 | Stati Uniti (bandiera) | Cunningham, Cade  | 203 cm  | 100 kg | 25-09-2001   | Oklahoma State    |
| G | 5 | Stati Uniti (bandiera) | Beasley, Malik    | 193 cm  | 85 kg  | 26-11-1996   | Florida State     |
| AG | 7 | Stati Uniti (bandiera) | Reed, Paul        | 206 cm  | 95 kg  | 26-06-1999   | DePaul            |
| G | 8 | Stati Uniti (bandiera) | Hardaway Jr., Tim | 198 cm  | 93 kg  | 16-03-1992   | Michigan          |
| G/AP | 9 | Stati Uniti (bandiera) | Thompson, Ausar   | 201 cm  | 93 kg  | 30-01-2003   | Overtime Elite    |
| AG | 12 | Stati Uniti (bandiera) | Harris, Tobias    | 203 cm  | 103 kg | 15-07-1992   | Tennessee         |
| AP | 13 | Stati Uniti (bandiera) | Harper, Ron       | 193 cm  | 111 kg | 12-04-2000   | Rutgers           |
| G | 23 | Stati Uniti (bandiera) | Ivey, Jaden       | 193 cm  | 86 kg  | 13-02-2002   | Purdue            |
| P/G | 24 | Stati Uniti (bandiera) | Jenkins, Daniss   | 193 cm  | 82 kg  | 17-08-2001   | St.John's         |
| P/G | 25 | Stati Uniti (bandiera) | Sasser, Marcus    | 188 cm  | 88 kg  | 21-09-2000   | Red Oak           |
| C | 28 | Stati Uniti (bandiera) | Stewart, Isaiah   | 203 cm  | 113 kg | 22-05-2001   | Washington        |
| AP/AG | 34 | Svezia (bandiera)      | Klintman, Bobi    | 206 cm  | 96 kg  | 06-03-2003   | Wake Forest       |
| AG/C | 35 | Stati Uniti (bandiera) | Smith, Tolu       | 211 cm  | 111 kg | 26-07-2001   | Mississippi State |
| G | 43 | Stati Uniti (bandiera) | Waters, Lindy     | 198 cm  | 98 kg  | 28-07-1997   | Oklahoma State    |
| G | | Stati Uniti (bandiera) | Lanier, Chaz      | 193 cm  | 93 kg  | 19-12-2001   | Tennessee         |
| G/AP | | Stati Uniti (bandiera) | Robinson, Duncan  | 201 cm  | 98 kg  | 22-04-1994   | Michigan          |

## Record stagione per stagione
| Campione NBA | Campione di Division (Playoffs)/Conference | Campione di Division |

| Stagione                         | V    | P    | %     | Play-off | Risultati                                                                                  |
| -------------------------------- | ---- | ---- | ----- | --- | ------------------------------------------------------------------------------------------ |
| Fort Wayne Zollner Pistons (NBL) |      |      |       | |                                                                                            |
| 1941-42                          | 15   | 9    | .625  | Vincono le semifinali NBL Perdono le finali NBL                                                                  | Fort Wayne 2, Akron 1 Oshkash 2, Fort Wayne 1                                              |
| 1942-43                          | 17   | 6    | .739  | Vincono le semifinali NBL Perdono le finali NBL                                                                  | Fort Wayne 2, Chicago 1 Sheboygan 2, Fort Wayne 1                                          |
| 1943-44                          | 18   | 4    | .818  | Vincono le semifinali NBL Vincono le finali NBL                                                                  | Fort Wayne 2, Cleveland 0 Fort Wayne 3, Sheboygan 0                                        |
| 1944-45                          | 25   | 5    | .833  | Vincono le semifinali NBL Vincono le finali NBL                                                                  | Fort Wayne 2, Cleveland 0 Fort Wayne 3, Sheboygan 2                                        |
| 1945-46                          | 26   | 8    | .765  | Perdono le semifinali NBL                                                                                        | Rochester 3, Fort Wayne 1                                                                  |
| 1946-47                          | 25   | 19   | .568  | Vincono il primo turno Perdono le semifinali NBL                                                                 | Fort Wayne 3, Toledo 1 Rochester 2, Fort Wayne 1                                           |
| 1947-48                          | 40   | 20   | .667  | Perdono il primo turno                                                                                           | Rochester 3, Fort Wayne 1                                                                  |
| Regular Season NBL               | 166  | 71   | .700  | |                                                                                            |
| Playoffs NBL                     | 22   | 18   | .550  | 2 titoli NBL | 2 titoli NBL                                                                               |
| Fort Wayne Pistons (BAA)         |      |      |       | |                                                                                            |
| 1948-49                          | 22   | 38   | .367  | |                                                                                            |
| Fort Wayne Pistons (NBA)         |      |      |       | |                                                                                            |
| 1949-50                          | 40   | 28   | .588  | Vincono le Semifinali di division Perdono le finali di division                                                  | Fort Wayne 2, Rochester 0 Minneapolis 2, Fort Wayne 0                                      |
| 1950-51                          | 32   | 36   | .471  | Perdono le semifinali di division                                                                                | Rochester 2, Fort Wayne 1                                                                  |
| 1951-52                          | 29   | 37   | .439  | Perdono le semifinali di division                                                                                | Rochester 2, Fort Wayne 0                                                                  |
| 1952-53                          | 36   | 33   | .522  | Vincono le semifinali di division Perdono le finali di division                                                  | Fort Wayne 2, Rochester 1 Minneapolis 2, Fort Wayne 0                                      |
| 1953-54                          | 40   | 32   | .556  | |                                                                                            |
| 1954-55                          | 43   | 29   | .597  | Vincono le finali di division Perdono le finali NBA                                                              | Fort Wayne 3, Minneapolis 2 Syracuse 4, Fort Wayne 3                                       |
| 1955-56                          | 37   | 35   | .514  | Vincono le finali di division Perdono le finali NBA                                                              | Fort Wayne 3, St. Louis 2 Philadelphia 4, Fort Wayne 1                                     |
| 1956-57                          | 34   | 38   | .472  | Perdono Tiebreaker 1º posto Division Perdono le semifinali di division                                           | St.Louis 1, Fort Wayne 0 Minneapolis 2, Fort Wayne 0                                       |
| Detroit Pistons (NBA)            |      |      |       | |                                                                                            |
| 1957-58                          | 33   | 39   | .458  | Vincono le semifinali di division Perdono le finali di division                                                  | Detroit 2, Cincinnati 0 St. Louis 4, Detroit 1                                             |
| 1958-59                          | 28   | 44   | .389  | Perdono le semifinali di division                                                                                | Minneapolis 2, Detroit 1                                                                   |
| 1959-60                          | 30   | 45   | .400  | Perdono le semifinali di division                                                                                | Minneapolis 2, Detroit 0                                                                   |
| 1960-61                          | 34   | 45   | .430  | Perdono le semifinali di division                                                                                | Los Angeles 3, Detroit 2                                                                   |
| 1961-62                          | 37   | 43   | .463  | Vincono le semifinali di division Perdono le finali di division                                                  | Detroit 3, Cincinnati 1 Los Angeles 4, Detroit 2                                           |
| 1962-63                          | 34   | 46   | .425  | Perdono le semifinali di division                                                                                | St. Louis 3, Detroit 1                                                                     |
| 1963-64                          | 23   | 57   | .288  | |                                                                                            |
| 1964-65                          | 31   | 49   | .388  | |                                                                                            |
| 1965-66                          | 22   | 58   | .275  | |                                                                                            |
| 1966-67                          | 30   | 51   | .370  | |                                                                                            |
| 1967-68                          | 40   | 42   | .488  | Perdono le semifinali di division                                                                                | Boston 4, Detroit 2                                                                        |
| 1968-69                          | 32   | 50   | .390  | |                                                                                            |
| 1969-70                          | 31   | 51   | .378  | |                                                                                            |
| 1970-71                          | 45   | 37   | .549  | |                                                                                            |
| 1971-72                          | 26   | 56   | .317  | |                                                                                            |
| 1972-73                          | 40   | 42   | .488  | |                                                                                            |
| 1973-74                          | 52   | 30   | .634  | Perdono le semifinali di conference                                                                              | Chicago 4, Detroit 3                                                                       |
| 1974-75                          | 40   | 42   | .488  | Perdono il primo turno                                                                                           | Seattle 2, Detroit 1                                                                       |
| 1975-76                          | 36   | 46   | .439  | Vincono il primo turno Perdono le semifinali di conference                                                       | Detroit 2, Milwaukee 1 Golden State 4, Detroit 2                                           |
| 1976-77                          | 44   | 38   | .537  | Perdono il primo turno                                                                                           | Golden State 2, Detroit 1                                                                  |
| 1977-78                          | 38   | 44   | .463  | |                                                                                            |
| 1978-79                          | 30   | 52   | .366  | |                                                                                            |
| 1979-80                          | 16   | 66   | .195  | |                                                                                            |
| 1980-81                          | 21   | 61   | .256  | |                                                                                            |
| 1981-82                          | 39   | 43   | .476  | |                                                                                            |
| 1982-83                          | 37   | 45   | .451  | |                                                                                            |
| 1983-84                          | 49   | 33   | .598  | Perdono il primo turno                                                                                           | New York 3, Detroit 2                                                                      |
| 1984-85                          | 46   | 36   | .561  | Vincono il primo turno Perdono le semifinali di conference                                                       | Detroit 3, New Jersey 0 Boston 4, Detroit 2                                                |
| 1985-86                          | 46   | 36   | .561  | Perdono il primo turno                                                                                           | Atlanta 3, Detroit 1                                                                       |
| 1986-87                          | 52   | 30   | .634  | Vincono il primo turno Vincono le semifinali di conference Perdono le finali di conference                       | Detroit 3, Washington 0 Detroit 4, Atlanta 1 Boston 4, Detroit 3                           |
| 1987-88                          | 54   | 28   | .659  | Vincono il primo turno Vincono le semifinali di conference Vincono le finali di conference Perdono le finali NBA | Detroit 3, Washington 2 Detroit 4, Chicago 1 Detroit 4, Boston 2 LA Lakers 4, Detroit 3    |
| 1988-89                          | 63   | 19   | .768  | Vincono il primo turno Vincono le semifinali di conference Vincono le finali di conference Vincono le finali NBA | Detroit 3, Boston 0 Detroit 4, Milwaukee 0 Detroit 4, Chicago 2 Detroit 4, LA Lakers 0     |
| 1989-90                          | 59   | 23   | .720  | Vincono il primo turno Vincono le semifinali di conference Vincono le finali di conference Vincono le finali NBA | Detroit 3, Indiana 0 Detroit 4, New York 1 Detroit 4, Chicago 3 Detroit 4, Portland 1      |
| 1990-91                          | 50   | 32   | .610  | Vincono il primo turno Vincono le semifinali di conference Perdono le finali di conference                       | Detroit 3, Atlanta 2 Detroit 4, Boston 2 Chicago 4, Detroit 0                              |
| 1991-92                          | 48   | 34   | .585  | Perdono il primo turno                                                                                           | New York 3, Detroit 2                                                                      |
| 1992-93                          | 40   | 42   | .488  | |                                                                                            |
| 1993-94                          | 20   | 62   | .244  | |                                                                                            |
| 1994-95                          | 28   | 54   | .341  | |                                                                                            |
| 1995-96                          | 46   | 36   | .561  | Perdono il primo turno                                                                                           | Orlando 3, Detroit 0                                                                       |
| 1996-97                          | 54   | 28   | .659  | Perdono il primo turno                                                                                           | Atlanta 3, Detroit 2                                                                       |
| 1997-98                          | 37   | 45   | .451  | |                                                                                            |
| 1998-99                          | 29   | 21   | .580  | Perdono il primo turno                                                                                           | Atlanta 3, Detroit 2                                                                       |
| 1999-00                          | 42   | 40   | .512  | Perdono il primo turno                                                                                           | Miami 3, Detroit 0                                                                         |
| 2000-01                          | 32   | 50   | 0.390 | |                                                                                            |
| 2001-02                          | 50   | 32   | .610  | Vincono il primo turno Perdono le semifinali di conference                                                       | Detroit 3, Toronto 2 Boston 4, Detroit 1                                                   |
| 2002-03                          | 50   | 32   | .610  | Vincono il primo turno Vincono le semifinali di conference Perdono le finali di conference                       | Detroit 4, Orlando 3 Detroit 4, Philadelphia 2 New Jersey 4, Detroit 0                     |
| 2003-04                          | 54   | 28   | .659  | Vincono il primo turno Vincono le semifinali di conference Vincono le finali di conference Vincono le finali NBA | Detroit 4, Milwaukee 1 Detroit 4, New Jersey 3 Detroit 4, Indiana 2 Detroit 4, LA Lakers 1 |
| 2004-05                          | 54   | 28   | .659  | Vincono il primo turno Vincono le semifinali di conference Vincono le finali di conference Perdono le finali NBA | Detroit 4, Philadelphia 1 Detroit 4, Indiana 2 Detroit 4, Miami 3 San Antonio 4, Detroit 3 |
| 2005-06                          | 64   | 18   | .780  | Vincono il primo turno Vincono le semifinali di conference Perdono le finali di conference                       | Detroit 4, Milwaukee 1 Detroit 4, Cleveland 3 Miami 4, Detroit 2                           |
| 2006-07                          | 53   | 29   | .646  | Vincono il primo turno Vincono le semifinali di conference Perdono le finali di conference                       | Detroit 4, Orlando 0 Detroit 4, Chicago 2 Cleveland 4, Detroit 2                           |
| 2007-08                          | 59   | 23   | .720  | Vincono il primo turno Vincono le semifinali di conference Perdono le finali di conference                       | Detroit 4, Philadelphia 2 Detroit 4, Orlando 1 Boston 4, Detroit 2                         |
| 2008-09                          | 39   | 43   | .476  | Perdono il primo turno                                                                                           | Cleveland 4, Detroit 0                                                                     |
| 2009-10                          | 27   | 55   | .329  | |                                                                                            |
| 2010-11                          | 30   | 52   | .366  | |                                                                                            |
| 2011-12                          | 25   | 41   | .379  | |                                                                                            |
| 2012-13                          | 29   | 53   | .354  | |                                                                                            |
| 2013-14                          | 29   | 53   | .354  | |                                                                                            |
| 2014-15                          | 32   | 50   | .390  | |                                                                                            |
| 2015-16                          | 44   | 38   | .537  | Perdono il primo turno                                                                                           | Cleveland 4, Detroit 0                                                                     |
| 2016-17                          | 37   | 45   | .451  | |                                                                                            |
| 2017-18                          | 39   | 43   | .476  | |                                                                                            |
| 2018-19                          | 41   | 41   | .500  | Perdono il primo turno                                                                                           | Milwaukee 4, Detroit 0                                                                     |
| 2019-20                          | 20   | 46   | .303  | |                                                                                            |
| 2020-21                          | 20   | 52   | .278  | |                                                                                            |
| 2021-22                          | 23   | 59   | .280  | |                                                                                            |
| 2022-23                          | 17   | 65   | .207  | |                                                                                            |
| 2023-24                          | 14   | 68   | .171  | |                                                                                            |
| 2024-25                          | 44   | 38   | .537  | Perdono il primo turno                                                                                           | New York 4, Detroit 2                                                                      |
| Regular Season BAA-NBA           | 2871 | 3209 | .472  | |                                                                                            |
| Playoffs BAA-NBA                 | 190  | 186  | .505  | 3 titoli NBA | 3 titoli NBA                                                                               |

## Membri della Basketball Hall of Fame
| Membri Detroit nella Basketball Hall of Fame | Membri Detroit nella Basketball Hall of Fame | Membri Detroit nella Basketball Hall of Fame | Membri Detroit nella Basketball Hall of Fame | Membri Detroit nella Basketball Hall of Fame | Membri Detroit nella Basketball Hall of Fame | Membri Detroit nella Basketball Hall of Fame | Membri Detroit nella Basketball Hall of Fame | Membri Detroit nella Basketball Hall of Fame | Membri Detroit nella Basketball Hall of Fame |
| Giocatori                                    | Giocatori                                    | Giocatori                                    | Giocatori                                    | Giocatori                                    | Giocatori                                    | Giocatori                                    | Giocatori                                    | Giocatori                                    | Giocatori                                    |
| Num.                                         | Nome                                         | Ruolo                                        | Stagione/i                                   | Introdotto                                   | Num.                                         | Nome                                         | Ruolo                                        | Stagione/i                                   | Introdotto                                   |
| -------------------------------------------- | -------------------------------------------- | -------------------------------------------- | -------------------------------------------- | -------------------------------------------- | -------------------------------------------- | -------------------------------------------- | -------------------------------------------- | -------------------------------------------- | -------------------------------------------- |
| 4                                            | Andy Phillip                                 | G/AP                                         | 1952–1956                                    | 1961                                         | 22                                           | Dave DeBusschere                             | A                                            | 1962–1968                                    | 1983                                         |
| 17                                           | Bob Houbregs                                 | C/AG                                         | 1954–1958                                    | 1987                                         | 20                                           | Bobby McDermott                              | G                                            | 1941–1946                                    | 1988                                         |
| 21                                           | Dave Bing                                    | P                                            | 1966–1975                                    | 1990                                         | 11                                           | Harry Gallatin                               | A/C                                          | 1957–1958                                    | 1991                                         |
| 16                                           | Bob Lanier                                   | C                                            | 1970–1980                                    | 1992                                         | 8                                            | Walt Bellamy                                 | C                                            | 1968–1970                                    | 1993                                         |
| 15                                           | Dick McGuire                                 | P                                            | 1957–1960                                    | 1993                                         | 12                                           | George Yardley                               | AP/G                                         | 1953–1959                                    | 1996                                         |
| 18                                           | Bailey Howell                                | AP                                           | 1959–1964                                    | 1997                                         | 11                                           | Bob McAdoo                                   | A/C                                          | 1979–1981                                    | 2000                                         |
| 11                                           | Isiah Thomas                                 | P                                            | 1981–1994                                    | 2000                                         | 17                                           | Earl Lloyd 1                                 | AP                                           | 1958–1960                                    | 2003                                         |
| 4                                            | Joe Dumars                                   | G                                            | 1985–1999                                    | 2006                                         | 45                                           | Adrian Dantley                               | AP                                           | 1986–1989                                    | 2008                                         |
| 10                                           | Dennis Rodman                                | AG                                           | 1986–1993                                    | 2011                                         | 24                                           | Nat Clifton                                  | C/AG                                         | 1956–1957                                    | 2014                                         |
| 1                                            | Allen Iverson                                | P                                            | 2008–2009                                    | 2016                                         | 1                                            | Tracy McGrady                                | G/AP                                         | 2010–2011                                    | 2017                                         |
| 33                                           | Grant Hill                                   | AP                                           | 1994–2000                                    | 2018                                         | 10                                           | Rod Thorn 2                                  | G                                            | 1964–1965                                    | 2018                                         |
| Staff                                        |                                              |                                              |                                              |                                              |                                              |                                              |                                              |                                              |                                              |
| Nome                                         | Nome                                         | Ruolo                                        | Stagione/i                                   | Introdotto                                   | Nome                                         | Nome                                         | Ruolo                                        | Stagione/i                                   | Introdotto                                   |
| 2                                            | Chuck Daly                                   | Allenatore                                   | 1983–1992                                    | 1994                                         | Larry Brown                                  | Larry Brown                                  | Allenatore                                   | 2003–2005                                    | 2002                                         |
| Earl Lloyd 1                                 | Earl Lloyd 1                                 | Allenatore                                   | 1971–1972                                    | 2003                                         | Dick Vitale 3                                | Dick Vitale 3                                | Allenatore                                   | 1978–1979                                    | 2008                                         |
| Maurice Cheeks 4                             | Maurice Cheeks 4                             | Allenatore                                   | 2013–2014                                    | 2018                                         |                                              |                                              |                                              |                                              |                                              |
| Contributori                                 |                                              |                                              |                                              |                                              |                                              |                                              |                                              |                                              |                                              |
| Nome                                         | Nome                                         | Ruolo                                        | Stagione/i                                   | Introdotto                                   | Nome                                         | Nome                                         | Ruolo                                        | Stagione/i                                   | Introdotto                                   |
| Fred Zollner                                 | Fred Zollner                                 | Fondatore/Proprietario                       | 1941–1974                                    | 1999                                         | Bill Davidson                                | Bill Davidson                                | Proprietario                                 | 1974–2009                                    | 2008                                         |

Note:
- 1 Lloyd è stato introdotto come contributore e come primo giocatore e allenatore afro-americano della NBA.[16]
- 2 Thorn è stato introdotto come contributore.[24]
- 3  Vitale è stato introdotto come contributore per la sua carriera da telecronista del college basketball.[27]
- 4 Cheeks è stato introdotto come giocatore.[23]

## Numeri ritirati
| Numeri ritirati Detroit Pistons |                  |                 |                     |                  |
| Num.                            | Giocatore        | Ruolo           | Stagione/i          | Giorno ritiro    |
| 1                               | Chauncey Billups | P/G             | 2002–2008 2013–2014 | 10 febbraio 2016 |
| 2                               | Chuck Daly       | Allenatore 1    | 1983–1992           | 25 gennaio 1997  |
| 3                               | Ben Wallace      | C               | 2000–2006 2009–2012 | 16 gennaio 2016  |
| 4                               | Joe Dumars       | G               | 1985–1999 2         | 10 marzo 2000    |
| 10                              | Dennis Rodman    | AG              | 1986–1993           | 1º aprile 2011   |
| 11                              | Isiah Thomas     | P               | 1981–1994           | 17 febbraio 1996 |
| 15                              | Vinnie Johnson   | G               | 1981–1991           | 5 febbraio 1994  |
| 16                              | Bob Lanier       | C               | 1970–1980           | 9 gennaio 1993   |
| 21                              | Dave Bing        | P               | 1966–1975           | 18 marzo 1983    |
| 32                              | Richard Hamilton | G/AP            | 2002–2011           | 26 febbraio 2017 |
| 40                              | Bill Laimbeer    | C               | 1982–1994           | 4 febbraio 1995  |
| —                               | Bill Davidson    | Proprietario    | 1974–2009 3         | 28 dicembre 2011 |
| —                               | Jack McCloskey   | General manager | 1979–1992 4         | 29 marzo 2008    |

Note:

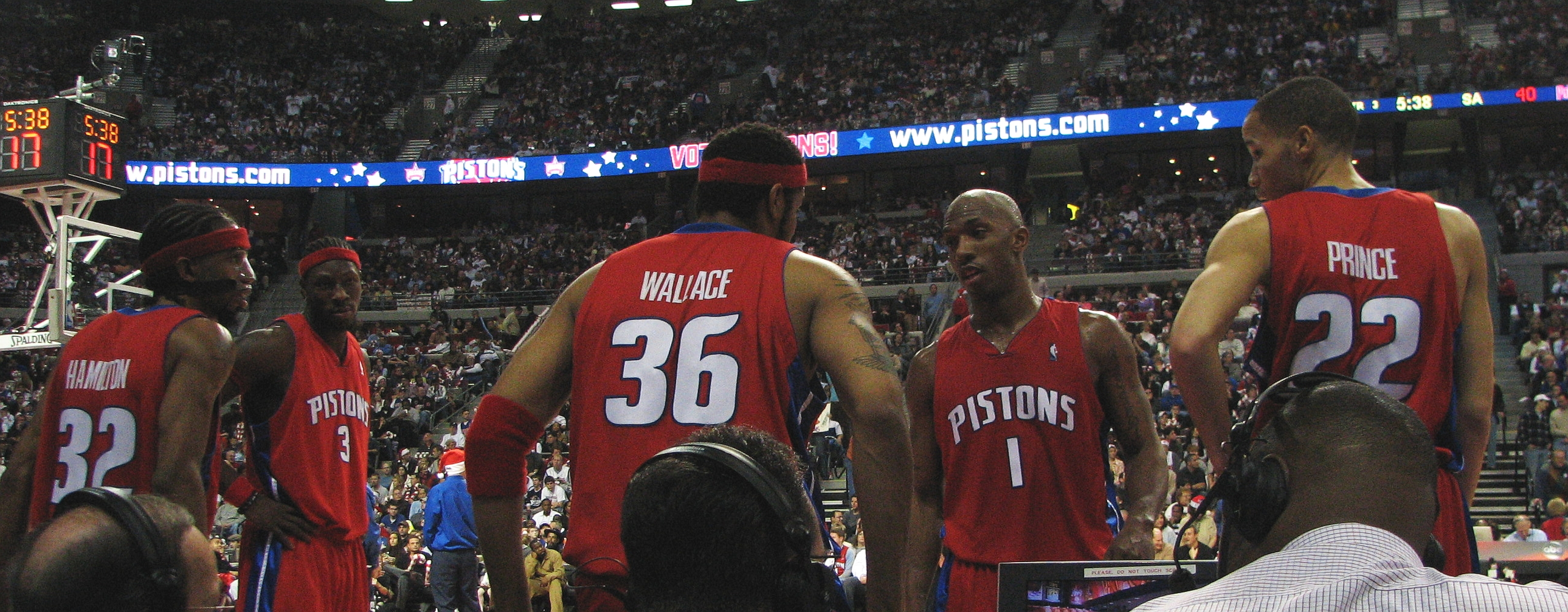
Il quintetto titolare dei Pistons campioni NBA 2004

- 1 Non ha mai giocato nella NBA; il numero rappresenta i due titoli NBA conquistati da allenatore.[36]
- 2 Anche presidente della squadra nel periodo 2000–2014.[37]
- 3 Banner in onore dei suoi 35 anni con la squadra.[34]
- 4 Banner in onore dei suoi 13 anni da general manager della squadra.[35]

## Allenatori
| Legenda | Legenda                                                        |
| ------- | -------------------------------------------------------------- |
| PA      | Partite allenate                                               |
| V       | Vittorie                                                       |
| S       | Sconfitte                                                      |
| V%      | Percentuale di vittorie                                        |
|         | Ha trascorso l'intera sua carriera da allenatore con i Pistons |
|         | Eletto nella Basketball Hall of Fame                           |

Note: Statistiche aggiornate a fine stagione 2023-2024.
| Fort Wayne Zollner Pistons (NBL) |                       |           |     |     |     |      |     |    |    |      |                                                                     |        |
| 1                                | Carl Bennett          | 1941–1943 | 47  | 32  | 15  | .681 | 12  | 6  | 6  | .500 |                                                                     |        |
| 2                                | Bobby McDermott       | 1943–1946 | 86  | 69  | 17  | .802 | 16  | 11 | 5  | .688 | 2 Titoli NBL (1944, 1945) 2 volte NBL Coach of the Year (1944,1945) |        |
| 3                                | Curly Armstrong       | 1946–1947 | 44  | 25  | 19  | .568 | 8   | 4  | 4  | .500 |                                                                     |        |
| —                                | Carl Bennett          | 1947–1948 | 60  | 40  | 20  | .667 | 4   | 1  | 3  | .250 |                                                                     |        |
| Fort Wayne Pistons (BAA)         |                       |           |     |     |     |      |     |    |    |      |                                                                     |        |
| —                                | Carl Bennett          | 1948      | 6   | 0   | 6   | .000 | —   | —  | —  | —    |                                                                     | [ 38 ] |
| —                                | Curly Armstrong       | 1948–1949 | 54  | 22  | 32  | .407 | —   | —  | —  | —    |                                                                     | [ 40 ] |
| Fort Wayne Pistons (NBA)         |                       |           |     |     |     |      |     |    |    |      |                                                                     |        |
| 4                                | Murray Mendenhall     | 1949–1951 | 136 | 72  | 64  | .529 | —   | —  | —  | —    |                                                                     | [ 41 ] |
| 5                                | Paul Birch            | 1951–1954 | 207 | 105 | 102 | .507 | 14  | 4  | 10 | .286 |                                                                     | [ 42 ] |
| 6                                | Charley Eckman        | 1954–1957 | 216 | 114 | 102 | .528 | 24  | 10 | 14 | .417 |                                                                     | [ 43 ] |
| Detroit Pistons (NBA)            |                       |           |     |     |     |      |     |    |    |      |                                                                     |        |
| —                                | Charley Eckman        | 1957      | 25  | 9   | 16  | .360 | —   | —  | —  | —    |                                                                     | [ 43 ] |
| 7                                | Red Rocha             | 1957–1960 | 153 | 65  | 88  | .425 | 10  | 4  | 6  | .400 |                                                                     | [ 44 ] |
| 8                                | Dick McGuire          | 1959–1963 | 280 | 122 | 158 | .436 | 21  | 8  | 13 | .381 |                                                                     | [ 46 ] |
| 9                                | Charley Wolf          | 1963–1964 | 91  | 25  | 66  | .433 | —   | —  | —  | —    |                                                                     | [ 47 ] |
| 10                               | Dave DeBusschere      | 1964–1967 | 222 | 79  | 143 | .356 | —   | —  | —  | —    |                                                                     | [ 48 ] |
| 11                               | Donnie Butcher        | 1967–1968 | 112 | 52  | 60  | .464 | 6   | 2  | 4  | .333 |                                                                     | [ 49 ] |
| 12                               | Paul Seymour          | 1968–1969 | 60  | 22  | 38  | .367 | —   | —  | —  | —    |                                                                     | [ 50 ] |
| 13                               | Butch van Breda Kolff | 1969–1971 | 174 | 82  | 92  | .471 | —   | —  | —  | —    |                                                                     | [ 51 ] |
| 14                               | Terry Dischinger      | 1971      | 2   | 0   | 2   | .000 | —   | —  | —  | —    |                                                                     | [ 52 ] |
| 15                               | Earl Lloyd            | 1971–1972 | 77  | 22  | 55  | .286 | —   | —  | —  | —    |                                                                     | [ 53 ] |
| 16                               | Ray Scott             | 1972–1976 | 281 | 147 | 134 | .523 | 10  | 4  | 6  | .400 | 1973–74 Allenatore dell'anno NBA                                    | [ 55 ] |
| 17                               | Herb Brown            | 1976–1977 | 146 | 72  | 74  | .493 | 12  | 5  | 7  | .417 |                                                                     | [ 56 ] |
| 18                               | Bob Kauffman          | 1977–1978 | 58  | 29  | 29  | .500 | —   | —  | —  | —    |                                                                     | [ 57 ] |
| 19                               | Dick Vitale           | 1978–1979 | 94  | 34  | 60  | .362 | —   | —  | —  | —    |                                                                     | [ 58 ] |
| 20                               | Richie Adubato        | 1979–1980 | 70  | 12  | 58  | .171 | —   | —  | —  | —    |                                                                     | [ 59 ] |
| 21                               | Scotty Robertson      | 1980–1983 | 246 | 97  | 149 | .394 | —   | —  | —  | —    |                                                                     | [ 60 ] |
| 22                               | Chuck Daly            | 1983–1992 | 738 | 467 | 271 | .633 | 113 | 71 | 42 | .628 | 2 titoli NBA (1989, 1990) nella top 10 allenatori della storia NBA  | [ 36 ] |
| 23                               | Ron Rothstein         | 1992–1993 | 82  | 40  | 42  | .488 | —   | —  | —  | —    |                                                                     | [ 62 ] |
| 24                               | Don Chaney            | 1993–1995 | 164 | 48  | 116 | .293 | —   | —  | —  | —    |                                                                     | [ 63 ] |
| 25                               | Doug Collins          | 1995–1998 | 209 | 121 | 88  | .579 | 8   | 2  | 6  | .250 |                                                                     | [ 64 ] |
| 26                               | Alvin Gentry          | 1998–2000 | 145 | 73  | 72  | .503 | 5   | 2  | 3  | .400 |                                                                     | [ 65 ] |
| 27                               | George Irvine         | 2000–2001 | 106 | 46  | 60  | .434 | 3   | 0  | 3  | .000 |                                                                     | [ 66 ] |
| 28                               | Rick Carlisle         | 2001–2003 | 164 | 100 | 64  | .610 | 27  | 12 | 15 | .444 | 2001–02 Allenatore dell'anno NBA                                    | [ 67 ] |
| 29                               | Larry Brown           | 2003–2005 | 164 | 108 | 56  | .659 | 48  | 31 | 17 | .646 | 1 titolo NBA (2004)                                                 | [ 68 ] |
| 30                               | Flip Saunders         | 2005–2008 | 246 | 176 | 70  | .715 | 51  | 30 | 21 | .588 |                                                                     | [ 69 ] |
| 31                               | Michael Curry         | 2008–2009 | 82  | 39  | 43  | .476 | 4   | 0  | 4  | .000 |                                                                     | [ 70 ] |
| 32                               | John Kuester          | 2009–2011 | 164 | 57  | 107 | .348 | —   | —  | —  | —    |                                                                     | [ 71 ] |
| 33                               | Lawrence Frank        | 2011–2013 | 148 | 54  | 94  | .365 | —   | —  | —  | —    |                                                                     | [ 72 ] |
| 34                               | Maurice Cheeks        | 2013–2014 | 50  | 21  | 29  | .420 | —   | —  | —  | —    |                                                                     | [ 73 ] |
| 35                               | John Loyer            | 2014      | 32  | 8   | 24  | .250 | —   | —  | —  | —    |                                                                     | [ 74 ] |
| 36                               | Stan Van Gundy        | 2014–2018 | 328 | 152 | 176 | .463 | 4   | 0  | 4  | .000 |                                                                     | [ 75 ] |
| 37                               | Dwane Casey           | 2018–2023 | 384 | 121 | 263 | .315 | 4   | 0  | 4  | .000 |                                                                     | [ 76 ] |
| 38                               | Monty Williams        | 2023–2024 | 82  | 14  | 68  | .171 | —   | —  | —  | —    |                                                                     |        |

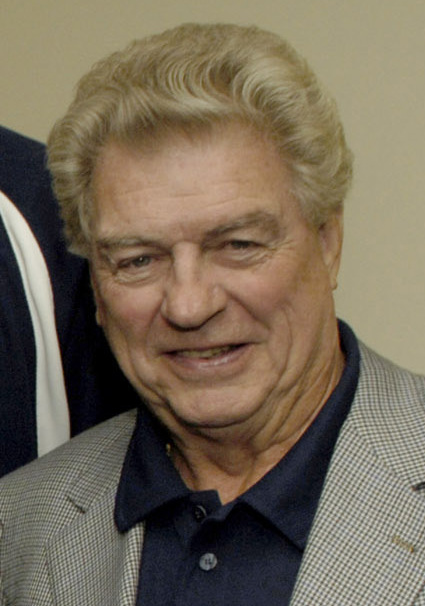
Chuck Daly ha guidato i Pistons a due titoli NBA consecutivi negli anni '80. Nel 1994 è stato introdotto nella Introdotto Basketball Hall of Fame.
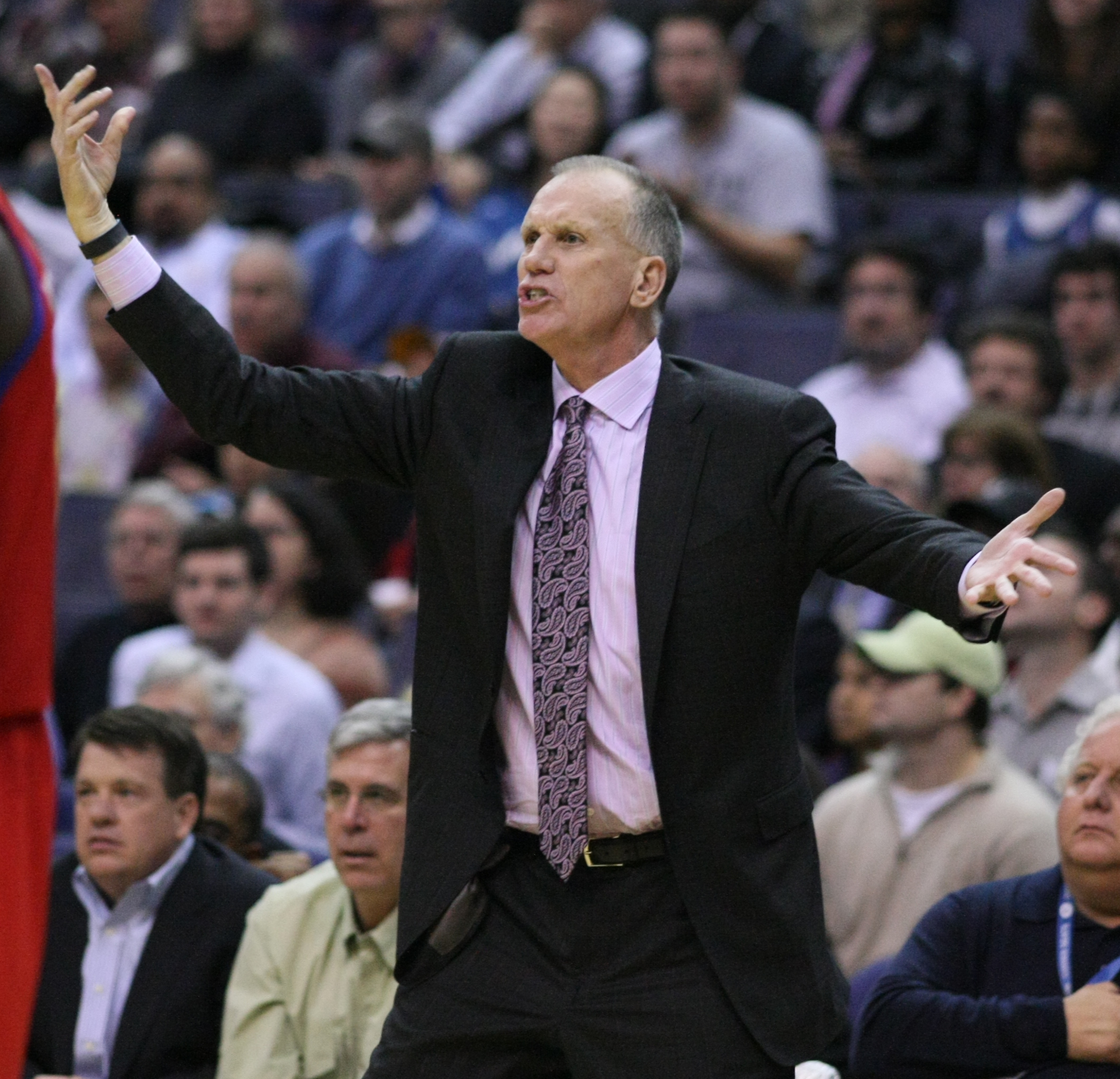
Doug Collins è stato allenatore dei Pistons dal 1995 al 1998.
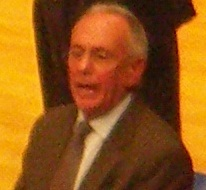
Larry Brown è stato allenatore dei Pistons dal 2003 al 2005 e ha guidato la squadra al titolo NBA nel 2004.
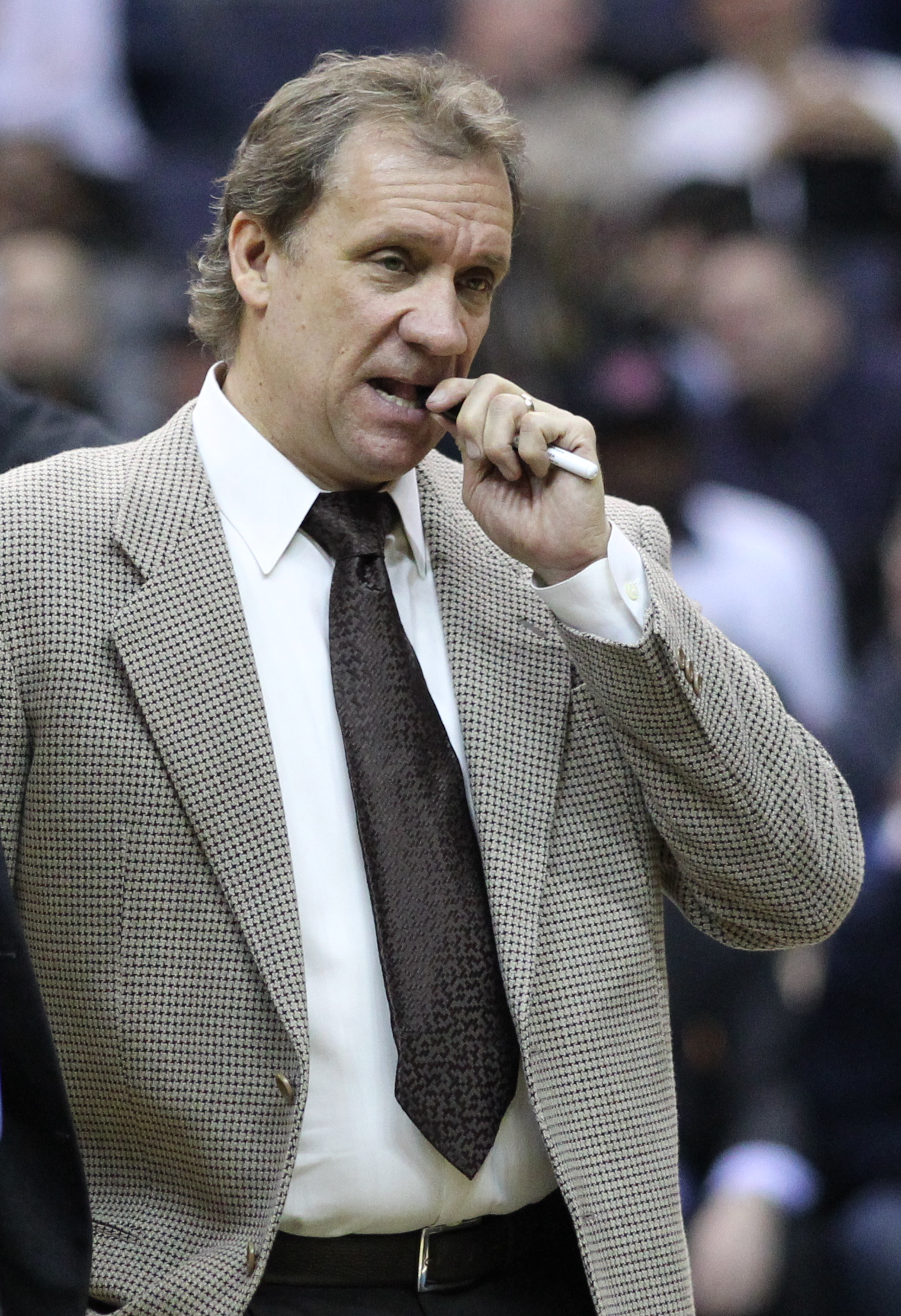
Flip Saunders è stato allenatore dei Pistons dal 2005 al 2008.
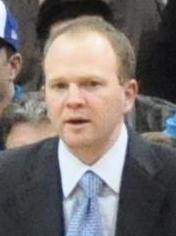
Lawrence Frank è stato allenatore dei Pistons dal 2011 al 2013.
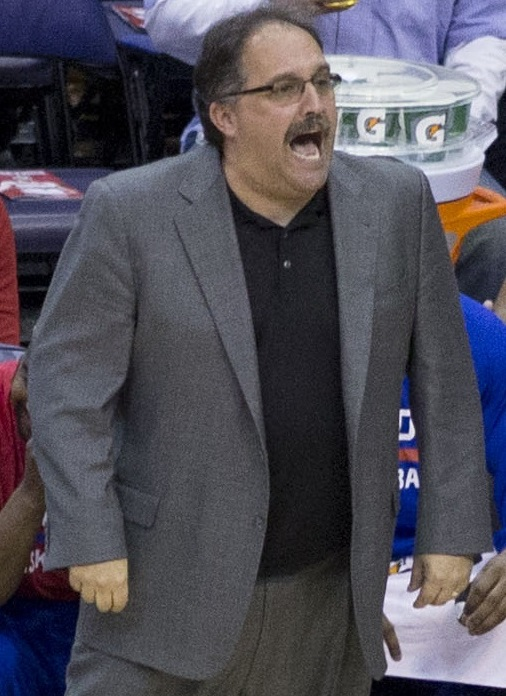
Stan Van Gundy è stato allenatore dei Pistons dal 2014 al 2018.
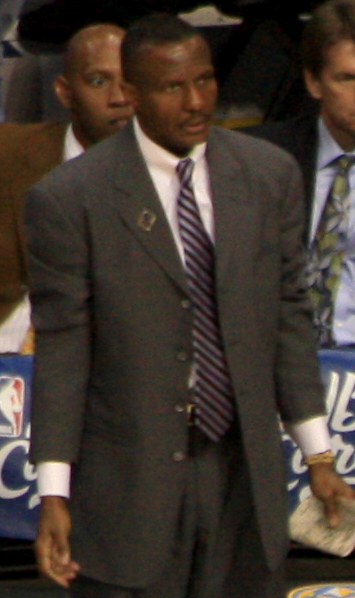
Dwane Casey è stato allenatore dei Pistons dal 2018 al 2023

## Palmarès

### NBA
| Palmarès Detroit Pistons      |        | |
|                               | Titoli | Anni |
| Titoli NBA                    | 3      | 1989, 1990, 2004 |
| Titoli di Division (Playoffs) | 2      | 1955, 1956 |
| Titoli di Conference          | 5      | 1988, 1989, 1990, 2004, 2005                                                                                            |
| Titoli di Division            | 11     | 1954-1955, 1955-1956, 1987-1988, 1988-1989, 1989-1990, 2001-2002, 2002-2003, 2004-2005, 2005-2006, 2006-2007, 2007-2008 |

### NBL
| Palmarès Fort Wayne Zollner Pistons |        |                                                                                 |
|                                     | Titoli | Anni                                                                            |
| Campione NBL                        | 2      | 1944, 1945 (record condiviso con Oshkosh All-Stars e Akron Firestone Non-Skids) |
| Titoli di Division NBL (Playoffs)   | 1      | 1945                                                                            |
| Titoli di Division NBL              | 4      | 1942-1943, 1943-1944, 1944-1945, 1945-1946                                      |

### Altri titoli
- World Professional Tournament: 3 (record)

1944, 1945, 1946

## Premi e riconoscimenti individuali
Bill Russell NBA Finals Most Valuable Player Award
- Joe Dumars – 1989
- Isiah Thomas – 1990
- Chauncey Billups – 2004

NBA All-Star Game Most Valuable Player Award
- Bob Lanier - 1974
- Isiah Thomas - 1984, 1986

NBA Defensive Player of the Year Award (record)
- Dennis Rodman – 1990, 1991
- Ben Wallace – 2002, 2003, 2005, 2006

NBA Rookie of the Year Award
- Don Meineke – 1953
- Dave Bing – 1967
- Grant Hill – 1995

NBA Sixth Man of the Year Award
- Corliss Williamson – 2002

NBA Coach of the Year Award
- Ray Scott – 1974
- Rick Carlisle – 2002

NBA Executive of the Year Award
- Joe Dumars – 2003

All-NBA First Team
- Larry Foust – 1955
- George Yardley – 1958
- Gene Shue – 1960
- Dave Bing – 1968, 1971
- Isiah Thomas – 1985, 1986
- Grant Hill – 1997

All-NBA Second Team
- Fred Schaus – 1950
- Larry Foust – 1952
- George Yardley – 1957
- Gene Shue – 1961
- Bailey Howell – 1963
- Dave DeBusschere – 1969
- Dave Bing – 1974
- Isiah Thomas – 1983, 1987
- Joe Dumars – 1993
- Grant Hill – 1996, 1998, 1999, 2000
- Ben Wallace – 2003, 2004, 2006
- Chauncey Billups – 2006

All-NBA Third Team
- Joe Dumars – 1990, 1991
- Dennis Rodman – 1992
- Ben Wallace – 2002, 2005
- Chauncey Billups – 2007
- Andre Drummond – 2016
- Blake Griffin – 2019
- Cade Cunningham – 2025

NBA All-Defensive First Team
- Joe Dumars – 1989, 1990, 1992, 1993
- Dennis Rodman – 1989, 1990, 1991, 1992, 1993
- Ben Wallace – 2002, 2003, 2004, 2005, 2006

NBA All-Defensive Second Team
- M.L. Carr – 1979
- Joe Dumars – 1991
- Clifford Robinson – 2002
- Chauncey Billups – 2005, 2006
- Tayshaun Prince – 2005, 2006, 2007, 2008

NBA All-Rookie First Team
- Dave DeBusschere – 1963
- Joe Caldwell – 1965
- Tom Van Arsdale – 1966
- Dave Bing – 1967
- Bob Lanier – 1971
- Terry Tyler – 1979
- Isiah Thomas – 1982
- Kelly Tripucka – 1982
- Joe Dumars – 1986
- Grant Hill – 1995
- Brandon Knight – 2012
- Saddiq Bey – 2021
- Cade Cunningham – 2022

NBA All-Rookie Second Team
- Lindsey Hunter – 1994
- Željko Rebrača – 2002
- Rodney Stuckey – 2008
- Jonas Jerebko – 2010
- Greg Monroe – 2011
- Andre Drummond – 2013
- Kyle Singler – 2013
- Isaiah Stewart – 2021
- Jalen Duren – 2023
- Jaden Ivey – 2023

## Leader di franchigia
Maiuscolo: giocatore ancora attivo ai Pistons.
Corsivo: giocatore ancora attivo, non con i Pistons.
Punti segnati (regular season) aggiornato al 28 dicembre 2023

1. Isiah Thomas (18.822)
2. Joe Dumars (16.401)
3. Bob Lanier (15.488)
4. Dave Bing (15.235)
5. Bill Laimbeer (12.665)
6. Richard Hamilton (11.582)
7. Vinnie Johnson (10.146)
8. Tayshaun Prince (10.006)
9. Grant Hill (9.393)
10. John Long (9.023)
11. Andre Drummond (8.531)
12. Bailey Howell (8.182)
13. Gene Shue (8.034)
14. Chauncey Billups (7.940)
15. Kelly Tripucka (7.597)
16. Jerry Stackhouse (7.451)
17. Eddie Miles (7.419)
18. George Yardley (7.339)
19. Larry Foust (7.124)
20. Dave DeBusschere (7.096)

Altre statistiche (regular season) aggiornate al 28 dicembre 2023 
| Minuti giocati   | Minuti giocati |
| Giocatore        | Minuti         |
| ---------------- | -------------- |
| Isiah Thomas     | 35.516         |
| Joe Dumars       | 35.139         |
| Bill Laimbeer    | 30.602         |
| Tayshaun Prince  | 26.166         |
| Dave Bing        | 26.052         |
| Bob Lanier       | 24.640         |
| Richard Hamilton | 21.679         |
| Ben Wallace      | 21.358         |
| Vinnie Johnson   | 20.218         |
| Lindsey Hunter   | 18.574         |

| Rimbalzi presi   | Rimbalzi presi |
| Giocatore        | Rimbalzi       |
| ---------------- | -------------- |
| Bill Laimbeer    | 9.430          |
| Andre Drummond   | 8.199          |
| Bob Lanier       | 8.063          |
| Ben Wallace      | 7.264          |
| Dennis Rodman    | 6.299          |
| Larry Foust      | 5.200          |
| Walter Dukes     | 4.986          |
| Dave DeBusschere | 4.947          |
| Bailey Howell    | 4.583          |
| Ray Scott        | 4.508          |

| Assist effettuati | Assist effettuati |
| Giocatore         | Assist            |
| ----------------- | ----------------- |
| Isiah Thomas      | 9.061             |
| Joe Dumars        | 4.612             |
| Dave Bing         | 4.330             |
| Chauncey Billups  | 2.984             |
| Grant Hill        | 2.720             |
| Vinnie Johnson    | 2.661             |
| Richard Hamilton  | 2.419             |
| Bob Lanier        | 2.256             |
| Tayshaun Prince   | 2.074             |
| Lindsey Hunter    | 2.038             |

| Palle recuperate | Palle recuperate |
| Giocatore        | Recuperi         |
| ---------------- | ---------------- |
| Isiah Thomas     | 1.861            |
| Ben Wallace      | 931              |
| Joe Dumars       | 902              |
| Lindsey Hunter   | 896              |
| Andre Drummond   | 823              |
| Chris Ford       | 785              |
| Vinnie Johnson   | 708              |
| Grant Hill       | 694              |
| John Long        | 649              |
| Bill Laimbeer    | 632              |

| Stoppate effettuate | Stoppate effettuate |
| Giocatore           | Stoppate            |
| ------------------- | ------------------- |
| Ben Wallace         | 1.486               |
| Terry Tyler         | 1.070               |
| Andre Drummond      | 927                 |
| Bob Lanier          | 859                 |
| Bill Laimbeer       | 857                 |
| John Salley         | 709                 |
| Rasheed Wallace     | 623                 |
| Tayshaun Prince     | 448                 |
| Jason Maxiell       | 426                 |
| Dennis Rodman       | 399                 |

| Tiri da 3 realizzati     | Tiri da 3 realizzati |
| Giocatore                | Triple               |
| ------------------------ | -------------------- |
| Joe Dumars               | 990                  |
| Chauncey Billups         | 890                  |
| Lindsey Hunter           | 793                  |
| Rasheed Wallace          | 581                  |
| Tayshaun Prince          | 510                  |
| Terry Mills              | 495                  |
| Saddiq Bey               | 487                  |
| Kentavious Caldwell-Pope | 479                  |
| Reggie Jackson           | 469                  |
| Richard Hamilton         | 413                  |

## Record
Il 13 dicembre 1983, nella partita in casa contro i Denver Nuggets si toccò il record del maggior numero di punti segnati in una partita di NBA: 370, 186 per Detroit e 184 per Denver.